# Xenoestrogeno
Gli xenoestrogeni sono composti chimici che imitano gli estrogeni e fanno parte dei cosiddetti interferenti endocrini.

## Etimologia
La parola "xenoestrogeno" deriva dal greco antico ξένο?, xeno ("straniero"), οἶστρος, oistros ("estro, come desiderio sessuale") e γόνο, gono ("gene, che significa "generare"").

## Caratteristiche strutturali e fisiche
Gli xenoestrogeni hanno un'elevatissima solubilità lipidica e una struttura simile agli estrogeni endogeni naturali. Si suddividono in naturali e sintetici. Tra gli exoestrogeni sintetici troviamo:
- l'atrazina[5]
- l'endosulfano[6]
- la genisteina[7]
- l'etinilestradiolo
- lo zearalenone[8]
- lo ftalato benzilico butilico (BBP)[9]
- il bisfenolo A (BPA)
- il bisfenolo s (BPS)
- il dietilstilbestrolo (DES)
- il 4-para-nonilfenolo (NP)
- il diclorodifeniltricloroetano (DDT)
- il di-2-etilesilftalato (DHEP)
- il vinclozolin
- le diossine
- i policlorobifenili (PCBs)
- gli eteri difenilici polibromurati (PBDEs)
- i pesticidi organoclorurati (OCPs)[1]

### NP
Il 4-para-nonilfenolo produce effetti apoptotici e neurotossici.

### Vinclozolin
Il vinclozolin agisce a livello delle cartilagini, ovvero le zone proliferative e ipertrofiche della placca di crescita.

### PBDEs
I PBDE possono attivare l'ERα, mentre agiscono come antagonisti del recettore degli androgeni (AR) e del recettore del progesterone (PR) con una potenza superiore rispetto ai ligandi naturali o ai farmaci clinici. La maggior parte dei PBDE con attività estrogenica interagiscono con la cavità di legame dell'ER in modo simile all'estradiolo. Alcuni hanno anche dimostrato di inibire l'estradiolo sulfotransferasi, un enzima che aumenta l'idrosolubilità degli estrogeni solfatati, impedendone il legame con l'ER.

### OCPs
Sono correlati al tumore alla mammella.

## Abbondanza e disponibilità
Gli xenoestrogeni naturali si trovano nelle piante (fitoestrogeni) e nei funghi (micoestrogeni).

## Farmacologia e tossicologia

### Tossicodinamica
Possono legarsi ai recettori nucleari degli estrogeni (ER-α e ER-β). In generale, gli xenoestrogeni sintetici sono considerati agonisti parziali o antagonisti parziali. Questo significa che la loro efficacia nel corpo umano è probabilmente inferiore a quella degli estrogeni naturali.
Data l'elevata solubilità degli xenoestrogeni nei lipidi e il fatto che il cervello è composto per quasi il 60% da grassi, essi tendono ad accumularsi nel cervello e a comprometterne le funzioni, oltre a quelle endocrine. Gli xenoestrogeni influenzano il sistema nervoso imitando, antagonizzando o alterando le vie degli estrogeni.
Gli effetti degli xenoestrogeni sulla regolazione genica trascrizionale mediata dai recettori degli estrogeni dipendono dalle somiglianze nella loro struttura chimica e dall'affinità di legame. Poiché gli xenoestrogeni interagiscono con gli ER dei neuroni GnRH, essi interferiscono con le funzioni dell'asse HPG.
Oggi è ampiamente documentato che, oltre ai neuroni GnRH, gli ER sono diffusamente espressi su neuroni, microglia, astrociti e oligodendrociti in tutto il cervello, così come sul rivestimento endoteliale e sulla muscolatura liscia dei vasi sanguigni. Pertanto, oltre all'interruzione della funzione endocrina, gli effetti deleteri degli xenoestrogeni, tramite gli ER neurali e gliali, potrebbero predisporre il cervello a malattie neurodegenerative.
È stato inoltre dimostrato che BPA e BBP inducono trasformazioni neoplastiche delle cellule dell'epitelio mammario umano in vitro. Molto probabilmente gli xenoestrogeni esercitano azioni tessuto-specifiche e non genomiche quando le concentrazioni sono relativamente basse. Alcuni xenoestrogeni non sono strutturalmente simili agli estrogeni e possono influenzare le funzioni fisiologiche in modi diversi dalle vie ligando ER-ERE. Studi hanno infatti dimostrato che questi composti possono agire anche con i recettori degli androgeni o i recettori proliferativi dei perossisomi.
Studi hanno confermato che anche i composti debolmente attivi potrebbero interferire con l'equilibrio ormonale con persistenza o alte concentrazioni di xenoestrogeni, essendo così potenzialmente associati all'insorgenza di disturbi del tratto riproduttivo o neuroendocrini e malformazioni congenite. Alcuni xenoestrogeni possono causare pubertà precoce.

### Tossicologia
Studi indicano che l'aumento della temperatura e della salinità alterano la tossicità degli inquinanti ambientali e il loro processo di biomagnificazione.

## Applicazioni
I xenoestrogeni sintetici vengono utilizzati per la produzione di:
- pesticidi,
- cosmetici,
- materie plastiche,
- sottoprodotti industriali,
- metalli,
- farmaci